# Rapekallio
Rapekallio är en kulle i Finland. Den ligger i Pyhäranta och landskapet Egentliga Finland, i den sydvästra delen av landet, 200 km väster om huvudstaden Helsingfors. Toppen på Rapekallio är 32 meter över havet.
Terrängen runt Rapekallio är mycket platt. Runt Rapekallio är det glesbefolkat, med 15 invånare per kvadratkilometer. Närmaste större samhälle är Raumo, 19,7 km norr om Rapekallio. I omgivningarna runt Rapekallio växer i huvudsak barrskog.